# Naruszenie nietykalności cielesnej
Naruszenie nietykalności cielesnej – występek polegający na uderzeniu pokrzywdzonego lub naruszeniu jego nietykalności cielesnej w inny sposób. Nietykalność cielesna to zakaz podejmowania czynności względem ciała człowieka. Nietykalność cielesną osoby można naruszyć przykładowo poprzez spoliczkowanie, popychanie, oplucie bądź oblanie płynem.
Jeżeli naruszenie nietykalności wywołało wyzywające się zachowanie pokrzywdzonego albo jeżeli pokrzywdzony odpowiedział wzajemnym naruszeniem nietykalności, sąd może odstąpić od wymierzenia kary (art. 217 § 2) podobnie jak przy popełnieniu zniewagi.
Jest to przestępstwo ścigane z oskarżenia prywatnego.
W podobny sposób regulowały odpowiedzialność za ten występek wcześniejsze kodeksy z 1932 w art. 239 i z 1969 w art. 182.